# Římskokatolická farnost Olomouc – Hodolany
Římskokatolická farnost Olomouc – Hodolany je územní společenství římských katolíků s farním kostelem Panny Marie Pomocnice křesťanů v děkanátu Olomouc.

## Duchovní správci
Farnost vznikla v roce 1920. Prvním pověřeným duchovním správcem byl P. Rudolf Stýblo (od 11. září 1920 do 16. června 1921).
Od srpna 2016 byl administrátorem excurrendo R. D. Mgr. Ladislav Švirák. Toho od července 2018 vystřídal R. D. Mgr. Ing. Libor Churý.

## Bohoslužby
| Kostel                                | Místo    | Bohoslužba (den)            | Hodina     | Poznámka     |
| ------------------------------------- | -------- | --------------------------- | ---------- | ------------ |
| kostel Panny Marie Pomocnice křesťanů | Hodolany | neděle pondělí středa pátek | 9.30 18.00 | farní kostel |

## Aktivity ve farnosti
V srpnu 2017 uspořádala farnost misijní týdenní tábor pro děti a mládež. Jeho cílem bylo jeho účastníkům ukázat, že misionářem může být každý a může jím být pro každého člověka ve svém okolí.